# Траурный чибис
Траурный чибис (лат. Vanellus lugubris) — вид птиц из семейства ржанковых.

## Распространение
Обитают в следующих странах Африки: Ангола, Бурунди, Камерун, Республика Конго, Демократическая Республика Конго, Кот д’Ивуар, Габон, Гамбия, Гана, Гвинея, Кения, Либерия, Малави, Мали, Мозамбик, Нигерия, Руанда, Сенегал, Сьерра-Леоне, Сомали, ЮАР, Свазиленд, Танзания, Того, Уганда, Замбия и Зимбабве.
МСОП присвоил виду охранный статус LC.

## Описание
Длина тела 22—26 см; масса птицы 107—140 г. Это маленькие стройные ржанки с серыми головами.

## Биология
Питаются мелкими беспозвоночными, в том числе насекомыми (особенно жуками) и их личинками, а также семенами трав. Иногда кормятся ночью.